# Escudo de Mónaco
El escudo de armas de Mónaco (en francés: Armoiries de Monaco) es el blasón de sus príncipes. Consiste en un campo fuselado de plata y gules; rodeado por el collar de la Orden de San Carlos y sostenido por dos figuras (tenantes en terminología heráldica) de monjes blandiendo cada uno una espada. Debajo de la punta del escudo aparece una cinta de plata cargada con dos cruces griegas y el lema de los príncipes de Mónaco escrito en latín, “Deo Juvante” (que significa: “Con la ayuda de Dios”), en letras de gules.
Los elementos anteriores están situados sobre un manto de púrpura, guarnecido de oro y forrado de armiño, alzado con cuerdas de oro que terminan en borlas del mismo metal. Sobre el manto descansa la corona del príncipe, de oro forrada de gules.
La Casa de Grimaldi ha usado los colores que figuran en el campo del escudo desde el año 1339. Las figuras de los monjes aluden a la conquista de Mónaco por Francisco Grimaldi en 1297, cuando penetró acompañado de soldados disfrazados de monjes que ocultaban sus armas bajo los hábitos. La versión actual del escudo fue adoptada el 15 de marzo de 1858.

## Galería

Gran escudo de armas de la casa de los  Grimaldi
Versión con cornetas (comúnmente visto en las placas de registro de vehículos)